# Fossacesia
Fossacesia är en ort och kommun i provinsen Chieti i regionen Abruzzo i Italien. Kommunen hade 6 371 invånare (2018).